# Vignacourt
Vignacourt là một xã ở tỉnh Somme, vùng Hauts-de-France, Pháp.
Thị trấn này có cự ly khoảng 10 miles về phía tây bắc của Amiens, trên giao lộ đường D12 và D49.

## Dân số
| 1962                                                  | 1968 | 1975 | 1982 | 1990 | 1999 |
| ----------------------------------------------------- | ---- | ---- | ---- | ---- | ---- |
| 1594                                                  | 1828 | 2007 | 2369 | 2294 | 2183 |
| Số liệu dân số từ năm 1962, dân số không tính hai lần |      |      |      |      |      |